# سلاح الجو الفنزويلي
سلاح الجو الفنزويلي  (بالإنجليزية: Venezuelan Air Force)‏ هي إحدى مكونات القوات المسلحة الفنزويلية.

## المعدات
يمتلك الجيش الفنزويلي عددا من الطائرات القتالية ذات الفعالية المتوسطة
4 ديسمبر 2023

## بواسطة غابرييل سينتينو
وفي الأسابيع الأخيرة، كان العالم، وخاصة أمريكا الجنوبية، يراقب التطورات على الحدود بين فنزويلا وجويانا. أجرت الدولة التي يرأسها نيكولاس مادورو - الذي يشغل منصب الرئيس لأكثر من 10 سنوات - استفتاءً عامًا أمس (03)، حيث سيختار السكان ضم منطقة إيسيكويبو، التي تضم حوالي 70٪ من أراضي جويانا.
تم إصدار نتيجة التصويت أمس، وعلى الرغم من الشكوك الكثيرة، فقد تم ذلك بنسبة 95,9% من السكان مؤيد لإنشاء مقاطعة فنزويلية جديدة، تسمى غيانا إسكويبا. وتطالب فنزويلا بهذه المنطقة منذ عام 1841، لكن إيسيكويبو أصبحت أكثر أهمية مع اكتشاف احتياطيات نفطية ضخمة في المنطقة. أثار احتمال حدوث عملية عسكرية أو حتى حرب بين غيانا وفنزويلا العديد من المناقشات على منصات مختلفة، خاصة حول قدرات القوات المسلحة الفنزويلية.
في هذه المقالة، سنرى عدد الطائرات المقاتلة التي تستخدمها وما هي الطائرات التي تستخدمها سلاح الجو الفنزويليوكذلك الجيش الفنزويلي أيضًا.

### جنرال ديناميكس F-16 فالكون
وفي أوقات أخرى، كانت العلاقات بين الولايات المتحدة وفنزويلا أكثر ودية. ودية للغاية لدرجة أنه في عام 1982، أصبحت القوات الجوية الفنزويلية (Aviación Militar Bolivariana – AMB) أول دولة في أمريكا اللاتينية تحصل على هذه الطائرة. F-16. وفي إطار برنامج دلتا السلام، اشترت البلاد 18 طائرة من طراز F-16A و6 طائرات من طراز F-16B ذات مقعدين.
في ذلك الوقت، كانوا المقاتلين الأكثر تقدمًا في القارة، متفوقين بكثير على القوات الجوية الأخرى في أمريكا الجنوبية. ومع ذلك، كانت طائرات F-16 من إصدار Block 15 OCU، وقد منعت عمليات الحظر التي جاءت لاحقًا فنزويلا من إجراء ترقيات كبيرة للطائرات، كما نفذها مشغلو Viper الآخرون.
اليوم، هناك 15 طائرة من طراز F-16 متبقية في النشاط، يديرها Grupo Aéreo de Caza رقم 16 من قاعدة إلليبرتادور الجوية.

### سوخوي سو-30 MKV فلانكر-C
واحدة من المتغيرات الرئيسية للطائرة Su-27 الروسية، وصلت Su-30MKV إلى صفوف AMB في عام 2006، عندما وقع الرئيس آنذاك هوغو شافيز، الأقرب بالفعل إلى روسيا، على شراء 24 طائرة. مع طرح الطائرة Su-30 - وهي طائرة لا تزال تثير مناقشات مثيرة للجدل اليوم - أصبحت AMB مرة أخرى في طليعة الطيران القتالي في القارة.
يُعرف عادةً بخصائص مثل السرعة العالية والمدى الطويل وقدرة الحمولة الكبيرة (القنابل والصواريخ وما إلى ذلك)، وهناك أيضًا الكثير من الحديث عن دعم روسيا لطائرات Su-30 الفنزويلية: يدعي البعض أن جزءًا على الأقل من الأسطول هو بقي على الأرض بسبب نقص الصيانة، والبعض الآخر يشكك في ذلك. من الصعب معرفة الظروف الحقيقية لجنود كراكاس، ويرجع ذلك إلى حد كبير إلى الظروف السياسية والاجتماعية التي تمر بها البلاد.
على أية حال، من بين الطائرات الـ 24 التي تم الحصول عليها، ثلاثة فقدوا في حوادث, المتبقية 21 مقاتلة من طراز Su-30MKV في العملية. مثل طائرات F-16، تمتلك طائرات Su-30 أيضًا قاعدة El Libertador كمقر لها، حيث تتم صيانتها وطيرانها بواسطة Grupo Aéreo de Caza رقم 11.

### هونغدو K-8 كاراكوروم
لاستبدال أسطولها القديم من طائرات VF-5 Freedom Fighters وOV-10 Bronco، اشترت فنزويلا 26 طائرة تدريب من طراز K-8W Karakorum من الصين على دفعتين. على الرغم من أنها تركز في الأصل على تعليمات الطيران، إلا أنه يمكن أيضًا تجهيز طائرات K-8 بأسلحة الهجوم الأرضي.
تم توزيع الطائرات الصغيرة على وحدات Grupo Aéreo de Operaciones Especiales N.° 15، في قاعدة رافائيل أوردانيتا الجوية، وGrupo Aéreo de Caza N.° 12، في قاعدة Vicente Landaeta Gil الجوية، حيث يتم استخدامها في مهمات الدعم الجوي ومكافحة تهريب المخدرات.
ومنذ بدء التشغيل في عام 2009، تراكمت على طائرات K-8 الصينية سلسلة من الحوادث، كان آخرها في يونيو 2022، مما أدى إلى إصابة طيارين اثنين. واليوم لدى فنزويلا 22 من هؤلاء المدربين المسلحين.

### مل مي 35
يمتلك الجيش البوليفاري عدة طائرات هليكوبتر في أسطوله الجوي، لكن "قرة عينه" هي المروحية الروسية Mil Mi-35M Hind-F. في المجمل، تم الحصول على 10 من هذه المروحيات الهجومية في عام 2005 بموجب عقد شمل أيضًا مروحيات Mi-17 وMi-26.
تم تسليم طائرات Hinds الفنزويلية بين عامي 2006 و2008، وهي نسخة Mi-35M2 Caribe، مع تحسينات في الأسلحة وأنظمة الدفاع عن النفس، بالإضافة إلى التحديثات التي تم تنفيذها محليًا في عام 2017. بالإضافة إلى المدفع عيار 23 ملم المثبت في المقدمة، تم تجهيز Mi -35 يمكنه استخدام الصواريخ غير الموجهة وصواريخ 9M120 Ataka-V المضادة للدبابات.
ومن بين طائرات الهليكوبتر العشر التي تم شراؤها، لا تزال تسع طائرات في الخدمة. فقدت طائرة Mi-35 في حادث مميت في فبراير 2019.

### طائرات أخرى
على الرغم من أن الطائرات والمروحيات المذكورة أعلاه هي الناقلات الرئيسية للطيران القتالي في فنزويلا، إلا أن القوات الجوية البوليفارية الوطنية (FANB) تضم عدة طائرات أخرى في القوات الجوية والبحرية والجيش في البلاد.
لدى AMB طائرة Boeing 707 معدلة لتكون ناقلة (KC-707)، على الرغم من أن الحالة الدقيقة لهذه الطائرة المخضرمة غير معروفة.
عند الحديث عن النقل التكتيكي الثقيل، تمتلك فنزويلا ثلاث طائرات من طراز C-130H Hercules وثمانية طائرات من طراز Shaanxi Y-8، وهي نسخة صينية من الطائرة السوفيتية Antonov AN-12. يتم استخدام النموذجين من قبل Grupo Aéreo de Transporte No. 6، وهي وحدة أخرى في El Libertador.
ويكتمل أسطول النقل بطائرات أخرى أصغر مثل Shorts 360، وCessna Caravan، وDronier 228، وطائرة Beechcraft King Air الشهيرة.
وفي حالة طائرات الهليكوبتر، فإن التنوع كبير أيضًا. أكبرها ثلاث طائرات ضخمة من طراز Mi-26 Halo، وهي أكبر طائرة هليكوبتر يتم إنتاجها في العالم. ولكن، كما هو الحال مع الطائرة 707 (والعديد من الطائرات الفنزويلية الأخرى)، ليس من الممكن معرفة الظروف الحقيقية لهذا الأسطول. النماذج الأكثر عددًا هي الطائرة الروسية Mi-17، والطائرة الأمريكية الشمالية Bell 412 والطائرة الفرنسية Aerospatiale (إيرباص الحالية) AS532 Cougar.
ومن ناحية أخرى، لا يمكن للمرء أن يتجاهل ميزة أخرى لدى FANB: صواريخها المضادة للطائرات. تمتلك فنزويلا سلسلة من أنظمة الدفاع الجوي القصيرة والمتوسطة والطويلة المدى. والأكثر قوة هو نظام S-300VM، القادر على الاشتباك مع الطائرات على مسافة حوالي 250 كيلومترًا بصواريخه 9M82M. ويمتلك الجيش ثلاث بطاريات من هذا النظام.
ويكمل نظام Buk M2 متوسط المدى نظام S-300، بثلاث بطاريات أيضًا. أما الطراز S125 الأقدم فهو أكثر عددًا، حيث يستخدم حوالي 20 بطارية. ومع ذلك، فإن الصواريخ الكتفية مثل Igla وRBS-70 موجودة أكثر بكثير، على الرغم من أنها قصيرة المدى